# Последња игра лептира
Последња игра лептира је београдска рок група основана 1979. године. Постојала је до 1989. године.
Чланови групе су били:
- Ненад Радуловић - Неша Лептир - вокал, текстови, музика, аранжмани, удараљке, харфа (1979—1989)
- Драшко Јанковић - Драшко - гитара (1979—1989)
- Сашо Богојевски - Сале - бас-гитара, музика, аранжмани (1979—1989)
- Драган Тодоровић - Гаја - бубњеви, перкусије, удараљке (1979—1989)
- Зорица Ђерманов - вокал (1979—1985)
- Оливера Перић - виолина (1979—1985)
- Драгомир Булић - саксофон, музика, аранжмани (1979—1983)
- Душан Христић - клавијатуре (1979—1983)
- Дарко Бобесић - клавијатуре (1982—1983)
- Слободан Митић - клавијатуре (1983—1986)
- Лидија Асановић - вокал (1985—1986)
- Драгомир Станојевић - Мики - клавијатуре, музика, аранжмани, пратећи вокали (1986—1989)
- Драгољуб Пејоски - Дадо - Гитара, разни жичани инструменти, пратећи вокали (1987—1989)
- Миодраг Божидаревић - Божа - Бас гитара, музика, аранжмани

## Дискографија
- 1982 - Напокон плоча
- 1983 - Поново плоча и друге приче
- 1985 - Опет плоча - Срце од меда
- 1986 - Груди моје балканске
- 1987 - Заједно смо пишкили у песку
- 1997 - Модра бајка -

Ненад Радуловић соло:
- 1989 - Нико нема што Питон имаде

## Занимљивости
Песму „Заједно смо пишкили у песку“ по којој је албум из 1987. године добио име написао је Бора Ђорђевић. На истом албуму је гостовала глумица Јелица Сретеновић у песми „Руска чоколада“.